# 龍魚星雲
龍魚星雲（Dragonfish Nebula）也稱為巨口魚星雲或海蛾魚星雲，因為它的紅外線影像而聞名，是個大質量的發射星雲和恆星形成區。
龍魚星雲位於南十字座的方向上，距離太陽大約30,000光年。

## 特徵
由於它的距離和位置，被星際塵埃的吸收和紅化隱藏起來，在可見光上是完全不可見的。因此研究它需要使用其它的波長，像是紅外光就是必需的。
透過史匹哲太空望遠鏡的研究，顯示這個天體的尺寸有450光年，並且有一個直徑100光年的空洞，這是由在它內部的大質量年輕恆星吹出強烈的恆星風造成的。
在2011年，在這個星雲內已經檢測出400顆O型和B型恆星的光譜；隨後的研究證實不緊至少有15顆O型恆星，還有3顆亮藍變星/沃爾夫–拉葉星的候選者，並且計算出星雲和星協的總質量為105，只有超星團維斯特盧1的質量可以和它一較高下。它可能是銀河系內所知質量最大和最明亮的星雲。